# Białe Błoto (powiat pułtuski)
Białe Błoto – wieś w Polsce położona w województwie mazowieckim, w powiecie pułtuskim, w gminie Winnica.
Wieś wchodzi w skład sołectwa Kamionna.
W latach 1975–1998 miejscowość należała administracyjnie do województwa ciechanowskiego.